# Ameriški super model
Ameriški naslednji top model (v izvirniku America's Next Top Model) je resničnostni šov, ki ga vodi ameriška vrhunska manekenka Tyra Banks. Premiera prve sezone je bila maja leta 2003. Spremljalo jo je okrog 7 milijonov ljudi. Uvodno pesem je zapela Tyra Banks. Sedma sezona šova je bila najbolj gledana oddaja ameriške televizijske postaje The CW. Kljub manjšemu zanimanju za oddajo, vsako sezono še vseeno redno spremlja 3 do 4 milijone gledalcev v ZDA. Oddajo soproducira Tyra s Kenom Mokom in Antonijem Dominicijem.

## O oddaji
Ameriški naslednji top model je tekmovalna oddaja, katere zmagovalka podpiše pogodbo z znano modno agencijo (v zadnjih sezonah je bila to Elite Model Management ali Wilhelmina Models, v najnovejših sezonah pa so ustvarjalci oddaje šov spravili na višjo stopnjo in nagrada zdaj vključuje najuspešnejšo svetovno modno agencijo IMG Models) ter pogodbo v vrednosti 100.000 dolarjev
s CoverGirl Cosmetics, prav tako pa tudi fotografiranje za naslovnico in modni editorial v reviji (veliko sezon je to nagrado nudila najstniška revija Seventeen, zdaj pa je to vlogo prevzela največja modna revija na svetu, Vogue Italia).  To je kot prvi razkril Jay Manuel - 20. maja 2010 je na Twitterju objavil novico, da nagrada v 15. sezoni ne bo več revija Seventeen, ampak italijanski Vogue.
Oddajo vodi sedaj že nekdanja manekenka Tyra Banks, v prvi sezoni pa so se kot sodniki pojavili Kimora Lee Simmons, Beau Quillian in Janice Dickinson.
Pri drugi sezoni sta sodnici ostali le Tyra in Janice, oddaji pa sta se pridružila fotograf 
Nigel Barker in modni oblikovalec Nole Marin.
Po četrti sezoni sta Janice in Noleja zamenjala znana britanska manekenka Twiggy in J. Alexander, ki je pred tem tekmovalke vseh sezon učil pravilne hoje po modni pisti.
Janice se je kot svetovalka še nekajkrat pojavila v oddaji. Od desete do dvanajste sezone je na sodniško klop sedla manekenka Paulina Porizkova, ki pa jo je Tyra Banks po dvanajsti sezoni odpustila. Od štirinajste sezone dalje J. Alexander ni več sodnik, še vedno pa redno obiskuje tekmovalke in jih uči hoje po modni pisti. 
V oddaji se redno v vseh sezonah in epizodah pojavlja tudi stilist Jay Manuel, ki tekmovalke uči poziranja in ličenja.
16. februarja 2010 je televizijska mreža CW, ki šov predvaja, sporočila, da je bil America's Next Top Model podaljšan še za dve dodatni sezoni, torej za 15. in 16. sezono v televizijski sezoni 2010/2011. 15. sezona se je pričela snemati v prvem tednu junija 2010, 5. julija 2010 pa je Tyra Banks sporočila, da bodo preostanek tekmovanja posneli v Italiji. 17. julija se je v Milanu odvila finalna modna revija modnega oblikovalca Cavallija, na kateri sta se pomerili dve superfinalistki. Finalno dejanje 15. sezone se je posnelo 18. julija 2010.
Avdicije za 16. sezono so se pričele 14. julija 2010, zbiranje prijav pa je potekalo do 18. avgusta 2010. Snemanje sezone se je začelo 20. oktobra 2010. Mesec dni kasneje, 21. novembra 2010 je Jay Manuel prek Twitterja sporočil, da potujejo na skrivnostno mednarodno destinacijo in da bodo prestopili v Parizu. Nekaj dni kasneje je Franca Sozzani, glavna urednica revije Vogue Italia, sporočila, da se nahajajo v maroškem Marakešu, kjer bodo v začetku decembra končali snemanje 16. sezone. Res sta dva izmed ustvarjalcev oddaje (Nigel Barker in Jay Manuel) razkrila, da se je snemanje 16. sezone končalo 7. decembra 2010.
Televizijska mreža CW je 21. decembra 2010 objavila, da bo šov doživel tudi svojo 17. sezono, ki se bo snemala spomladi leta 2011. Kasneje, 27. aprila 2011, so sporočili, da bo posneta tudi 18. sezona in da bo ena izmed obeh omenjenih sezon gostila dekleta, ki so že tekmovala v prejšnjih sezonah in ki so bila najbolj priljubljena in uspešna. To je bila 17. sezona, ki se je predvajala jeseni leta 2011 in v kateri je najprej zmagala Angelea Preston, a je bila nekaj mesecev po razglasitvi diskvalificirana, saj je svojo zmago razkrila pred televizijskim predvajanjem, zato je zmaga pripadla Lisi D'Amato. 18. sezona se je snemala v drugi polovici leta 2011 in je bila predvajana v letu 2012. Polovica tekmovalk je bila novih, drugo polovico pa so sestavljale nekdanje tekmovalke iz britanske različice šova; zmaga je pripadla prav eni izmed teh.
8. februarja 2012 so ustvarjalci oddaje potrdili, da bodo posneli 19. in 20. sezono šova. 19. sezona se je predvajala jeseni 2012, v njej pa so tekmovala samo dekleta, ki študirajo na ameriških fakultetah.
20. aprila 2012 je Tyra Banks sporočila, da je odpustila vse tri glavne like v tekmovanju; Nigela Barkerja, Jaya Manuela in Jaya Alexandra, saj naj bi spremenila koncept tekmovanja. 19. sezona je bila res drugačna, saj je z drugo ekipo šov spremenila v tekmovanje, kjer imajo besedo tudi gledalci. 16. oktobra 2012 so ustvarjalci oddaje potrdili, da bo 20. sezona na TV zaslone prišla poleti leta 2013, prvič pa ne bodo tekmovale le ženske, temveč tudi moški. Prvi dve epizodi sta se v ZDA premierno predvajali 2. avgusta 2013. 18. septembra 2013 so potrdili, da bo šov podaljšan tudi za svojo 21. sezono; tudi v tej bodo tekmovala tako dekleta kot fantje.
21. sezona šova se je pričela snemati 15. februarja 2014. 21. marca so preostali tekmovalci odpotovali v južnokorejski Seul, kjer so ostali do finala, ki je bil posnet 3. aprila 2014. 21. sezona se je začela predvajati 18. avgusta 2014, 5. decembra istega leta pa je prvič v zgodovini šova zmagal moški. 17. novembra 2014 so šov podaljšali še za eno, 22. sezono. V začetku marca 2015 so ustvarjalci šova še iskali prave kandidate, v aprilu pa se je začelo snemanje. Predvajanje 22. sezone se bo v ZDA začelo 5. avgusta 2015; 25. junija 2015 je televizijska mreža CW predstavila modele 22. sezone, hkrati so sporočili tudi, da so ukinili glasovanje gledalcev in da v tej sezoni (tako kot nazadnje v 13. sezoni) tekmujejo tudi modeli, ki v višino merijo manj kot 170 cm.
Spomladi leta 2010 je televizijska mreža TV3 kupila pravice za šov Slovenski top model, ki se je predvajal med 22. septembrom in 22. decembrom 2010. Voditeljica je slovenski model Nuša Šenk. Ker je s februarjem 2012 televizijska mreža TV3 propadla, druge sezone ne bo.
Maja 2010 je prišla na tržišče tudi videoigra America's Next Top Model za Nintendovo igralno konzolo, ki postavi igralca v vlogo tekmovalke.
Mirjana Puhar, tekmovalka v 21. sezoni, ki je tekmovanje zaključila na 8. mestu, je bila 24. februarja 2015 umorjena v Severni Karolini.
14. oktobra 2015 je Tyra Banks na družabnih omrežjih sporočila, da je 22. sezona zadnja in da je srečna, da je s tem šovom tako drastično spremenila pogled na koncept lepote. To je dosegla tudi s sodelovanjem gluhega tekmovalca v zadnji sezoni, ki je bil na koncu izbran tudi za zmagovalca 22., zadnje sezone. Le nekaj mesecev kasneje, februarja 2016, je televizija VH1 sporočila, da je odkupila pravice za tekmovanje. Tyra Banks je ostala v vlogi glavne producentke in se večkrat pojavila kot gostja, vodenje pa je prepustila pevki Riti Ora. Leta 2018 se je zgodila še 24. sezona, v kateri je Tyra Banks ponovno prevzela vodenje oddaje. Zadnji del 24. sezone je bil premierno predvajan 10. aprila 2018.

## Preglednica
| Sezona                              | Začetek sezone     | Sodniki                                                         | Zmagovalka         | Superfinalistka        | Preostale tekmovalke (po vrsti izločanja) | Število tekmovalk | Mednarodna destinacija                        |
| ----------------------------------- | ------------------ | --------------------------------------------------------------- | ------------------ | ---------------------- | --- | ----------------- | --------------------------------------------- |
| 1. sezona                           | 20. maj 2003       | Tyra Banks, Janice Dickinson, Kimora Lee Simmons, Beau Quillian | Adrianne Curry     | Shannon Stewart        | Tessa Carlson, Katie Cleary, Nicole Panattoni, Ebony Haith, Giselle Samson, Kesse Wallace, Robin Manning, Elyse Sewell | 10                | Pariz, Francija                               |
| 2. sezona                           | 13. januar 2004    | Tyra Banks, Janice Dickinson, Nigel Barker, Eric Nicholson      | Yoanna House       | Mercedes Scelba-Shorte | Anna Bradfield, Bethany Harrison, Heather Blumberg, Jenascia Chakos, Xiomara Frans, Catie Anderson, Sara Racey-Tabrizi, Camille McDonald, April Wilkner, Shandi Sullivan                                                                                          | 12                | Milano, Italija                               |
| 3. sezona                           | 22. september 2004 | Tyra Banks, Janice Dickinson, Nigel Barker, Eric Nicholson      | Eva Pigford        | Yaya DaCosta           | Magdalena Rivas, Leah Darrow, Julie Titus, Kristi Grommet, Jennipher Frost, Kelle Jacob, Cassie Grisham, Toccara Jones, Nicole Borud, Norelle VanHerk, Ann Markley, Amanda Swafford                                                                               | 14                | Tokio, Japonska                               |
| 4. sezona                           | 2. marec 2005      | Tyra Banks, Janice Dickinson, Nigel Barker, Nolé Marin          | Naima Mora         | Kahlen Rondot          | Brita Petersons, Sarah Dankleman, Brandy Rusher, Noelle Staggers, Lluvy Gomez, Tiffany Richardson & Rebecca Epley, Tatiana Dante, Michelle Deighton, Christina Murphy, Brittany Brower, Keenyah Hill                                                              | 14                | Cape Town, Južnoafriška republika             |
| 5. sezona                           | 21. september 2005 | Tyra Banks, Twiggy, Nigel Barker, J. Alexander                  | Nicole Linkletter  | Nik Pace               | Ashley Black, Ebony Taylor, Cassandra Whitehead, Sarah Rhoades, Diane Hernández, Coryn Woitel, Kyle Kavanagh, Lisa D'Amato, Kim Stolz, Jayla Rubinelli, Bre Scullark                                                                                              | 13                | London, Anglija                               |
| 6. sezona                           | 8. marec 2006      | Tyra Banks, Twiggy, Nigel Barker, J. Alexander                  | Danielle Evans     | Joanie Dodds           | Kathy Hoxit, Wendy Wiltz, Kari Schmidt, Gina Choe, Mollie Sue Steenis-Gondi, Leslie Mancia, Brooke Staricha, Nnenna Agba, Furonda Brasfield, Sara Albert, Jade Cole                                                                                               | 13                | Bangkok, Tajska                               |
| 7. sezona                           | 20. september 2006 | Tyra Banks, Twiggy, Nigel Barker, J. Alexander                  | CariDee English    | Melrose Bickerstaff    | Christian Evans, Megan Morris, Monique Calhoun, Megg Morales, AJ Stewart, Brooke Miller, Anchal Joseph, Jaeda Young, Michelle Babin, Amanda Babin, Eugena Washington                                                                                              | 13                | Barcelona, Španija                            |
| 8. sezona                           | 28. februar 2007   | Tyra Banks, Twiggy, Nigel Barker, J. Alexander                  | Jaslene Gonzalez   | Natasha Galkina        | Kathleen DuJour, Samantha Francis, Cassandra Watson, Felicia Provost, Diana Zalewski, Sarah VonderHaar, Whitney Cunningham, Jael Strauss, Brittany Hatch, Dionne Walters, Renee Alway                                                                             | 13                | Sydney, Avstralija                            |
| 9. sezona                           | 19. september 2007 | Tyra Banks, Twiggy, Nigel Barker, J. Alexander                  | Saleisha Stowers   | Chantal Jones          | Mila Bouzinova, Kimberly Leemans, Victoria Marshman, Janet Mills, Ebony Morgan, Sarah Hartshorne, Ambreal Williams, Lisa Jackson, Heather Kuzmich, Bianca Golden, Jenah Doucette                                                                                  | 13                | Šanghaj in Peking, Ljudska republika Kitajska |
| 10. sezona                          | 20. februar 2008   | Tyra Banks, Paulina Porizkova, Nigel Barker, J. Alexander       | Whitney Thompson   | Anya Kop               | Kimberly Rydzewski, Atalya Slater, Allison Kuehn, Amis Jenkins, Marvita Washington, Aimee Wright, Claire Unabia, Stacy-Ann Fequiere, Lauren Utter, Katarzyna Dolinska, Dominique Reighard, Fatima Siad                                                            | 14                | Rim, Italija                                  |
| 11. sezona                          | 3. september 2008  | Tyra Banks, Paulina Porizkova, Nigel Barker, J. Alexander       | McKey Sullivan     | Samantha Potter        | ShaRaun Brown, Nikeysha Clarke, Brittany Rubalcaba, Hannah White, Isis King, Clark Gilmer, Lauren Brie Harding, Joslyn Pennywell, Sheena Sakai, Elina Ivanova, Marjorie Conrad, Analeigh Tipton                                                                   | 14                | Amsterdam, Nizozemska                         |
| 12. sezona                          | 4. marec 2009      | Tyra Banks, Paulina Porizkova, Nigel Barker, J. Alexander       | Teyona Anderson    | Allison Harvard        | Isabella Falk, Jessica Santiago, Nijah Harris, Kortnie Coles, Sandra Nyanchoka, Tahlia Brookins, London Levi-Nance, Natalie Pack, Fo Porter, Celia Ammerman, Aminat Ayinde                                                                                        | 13                | São Paulo, Brazilija                          |
| 13. sezona (Le petite cycle)        | 9. september 2009  | Tyra Banks, Nigel Barker, J. Alexander                          | Nicole Fox         | Laura Kirkpatrick      | Amber DePace, Lisa Ramos, Rachel Echelberger, Courtney Davies, Lulu Braithwaite, Bianca Richardson, Ashley Howard, Kara Vincent, Rae Weisz, Brittany Markert, Sundai Love, Jennifer An & Erin Wagner (Dvojno izločanje)                                           | 15                | Maui, Havaji                                  |
| 14. sezona                          | 10. marec 2010     | Tyra Banks, André Leon Talley, Nigel Barker                     | Krista White       | Raina Hein             | Gabrielle Kniery, Naduah Rugley, Ren Vokes, Simone Lewis, Tatianna Kern, Brenda Arens, Anslee Payne-Franklin, Alasia Ballard, Jessica Serfaty, Angelea Preston & Alexandra Underwood (Dvojno izločanje)                                                           | 13                | Auckland & Queenstown, Nova Zelandija         |
| 15. sezona                          | 8. september 2010  | Tyra Banks, André Leon Talley, Nigel Barker                     | Ann Ward           | Chelsey Hersley        | Anamaria Mirdita, Terra White, Sara Blackamore, Rhianna Atwood, Lexie Tomchek, Kacey Leggett, Kendal Brown, Esther Petrack, Liz Williams, Chris White, Kayla Ferrel & Jane Randall (Dvojno izločanje)                                                             | 14                | Benetke & Milano, Italija                     |
| 16. sezona                          | 23. februar 2011   | Tyra Banks, André Leon Talley, Nigel Barker                     | Brittani Kline     | Molly O'Connell        | Angelia Alvarez, Ondrei Edwards, Nicole Lucas, Dominique Waldrup, Sara Longoria, Dalya Morrow, Monique Weingart, Mikaela Schipani, Jaclyn Poole, Kasia Pilewicz, Alexandria Everett, Hannah Jones                                                                 | 14                | Marakeš, Maroko                               |
| 17. sezona (All Stars Cycle)        | 14. september 2011 | Tyra Banks, André Leon Talley, Nigel Barker                     | Lisa D'Amato       | Allison Harvard        | Brittany Brower, Sheena Sakai, Isis King, Camille McDonald, Bre Scullark, Kayla Ferrel & Bianca Golden (Dvojno izločanje), Alexandria Everett, Shannon Stewart, Dominique Reighard, Laura Kirkpatrick, Angelea Preston (Diskvalificirana)                         | 14                | Atene & Kreta, Grčija                         |
| 18. sezona (British Invasion Cycle) | 29. februar 2012   | Tyra Banks, Nigel Barker, Kelly Cutrone                         | Sophie Sumner (VB) | Laura LaFrate (ZDA)    | Jasmia Robinson (VB), Mariah Watchman (ZDA), Louise Watts (VB), Candace Smith (ZDA), Ashley Brown (VB), AzMarie Livingston (ZDA), Kyle Gober (ZDA), Seymone Cohen-Fobish (ZDA), Catherine Thomas (VB), Eboni Davis (ZDA), Alisha White (VB), Annaliese Dayes (VB) | 14                | Hongkong , Macau                              |
| 19. sezona (College Edition Cycle)  | 24. avgust 2012    | Tyra Banks, Kelly Cutrone, Rob Evans                            | Laura James        | Kiara Belen            | Jessie Rabideau, Maria Tucker, Darian Ellis, Destiny Strudwick, Yvonne Powless, Allyssa Vuelma, Brittany Brown, Victoria Henley, Kristin Kagay, Nastasia Scott, Leila Goldkuhl                                                                                    | 13                | Kingston, Jamajka                             |
| 20. sezona (Male & Female Cycle 1)  | 2. avgust 2013     | Tyra Banks, Kelly Cutrone, Rob Evans                            | Jourdan Miller     | Marvin Cortes          | Bianca Alexa, Chris Schellenger, Chlea Ramirez, Mike Scocozza, Kanani Andaluz, Jiana Davis, Phil Sullivan, Alexandra Agro, Don Benjamin, Nina Burns, Jeremy Rohmer, Renee Bhagwandeen, Chris Hernandez, Cory Hindorff                                             | 16                | Bali, Indonezija                              |
| 21. sezona (Male & Female Cycle 2)  | 18. avgust 2014    | Tyra Banks, Kelly Cutrone, J. Alexander                         | Keith Carlos       | Will Jardell           | Ivy Timlin, Romeo Tostado (Diskvalificiran), Ben Schreen, Kari Calhoun, Matthew Smith, Denzel Wells, Mirjana Puhar, Raelia Lewis, Chantelle Young, Shei Phan, Lenox Tillman, Adam Smith                                                                           | 14                | Seul, Južna Koreja                            |
| 22. sezona (Male & Female Cycle 3)  | 5. avgust 2015     | Tyra Banks, Kelly Cutrone, J. Alexander                         | Nyle DiMarco       | Mamé Adjei             | Delanie Dischert, Stefano Churchill, Ava Capra, Ashley Molina, Courtney DuPerow, Bello Sanchez, Justin Kim, Dustin McNeer, Hadassah Richardson, Devin Clark, Mikey Heverly, Lacey Rogers                                                                          | 14                | Las Vegas, ZDA                                |
| 23. sezona                          | 12. december 2016  | Rita Ora, Ashley Graham, Drew Elliot, Law Roach                 | India Gants        | Tatiana Price          | Justine Biticon, Cherish Waters, Giah Hardeman, Krislian Rodriguez, Kyle McCoy, Binta Dibba, Marissa Hopkins, Paige Mobley, Tash Wells, Cody Wells, Courtney Nelson, Cory Anne Roberts                                                                            | 14                | /                                             |
| 24. sezona                          | 9. januar 2018     | Tyra Banks, Ashley Graham, Drew Elliot, Law Roach               | Kyla Coleman       | Jeana Turner           | Maggie Keating, Ivana Thomas, Liz Woodbury, Rhiyan Carreker, Coura Fall, Liberty Netuschil, Christina McDonald, Sandra Shehab, Brendi K Seiner, Erin Green, Rio Summers, Shanice Carroll, Khrystyana Kazakova                                                     | 15                | /                                             |

## Statistike šova
- Skupno število tekmovalk: 275 žensk in 22 moških
- Najmlajša zmagovalka: Nicole Fox (13. sezona), 18 let.
- Najstarejša zmagovalka: Lisa D'Amato (17. sezona), 30 let
- Najvišja zmagovalka: Ann Ward (15.sezona), visoka 188 cm.
- Najnižja zmagovalka: Eva Pigford (3. sezona), 169 cm.
- Najtežja zmagovalka: Whitney Thompson (10. sezona), 72 kg.
- Najlažja zmagovalka: Jaslene Gonzalez (8. sezona), 50 kg.
- Zmagovalka z največ dobljenimi izzivi: Naima Mora (4. sezona) & Krista White (14. sezona), 4 zmage.
- Zmagovalka z najmanj dobljenimi izzivi: Nicole Linkletter (5. sezona), Danielle Evans (6. sezona), Ann Ward (15. sezona), vse brez zmag.
- Najvišja tekmovalka: Ann Ward (15. sezona), 188 cm.
- Najtežja tekmovalka: Toccara Jones (3. sezona), 81 kg.
- Najlažja tekmovalka: Anamaria Mirdita (15. sezona), 40 kg.
- Tekmovalka z največ dobljenimi izzivi: Yaya Da Costa (3. sezona), 5 zmag.
- Najstarejša tekmovalka: Camille McDonald (17. sezona), 33 let.

Najbolj uspešni zmagovalki po koncu šova sta do danes zmagovalka enajste sezone, McKey Sullivan in zmagovalka trinajste sezone, Nicole Fox.
Najbolj uspešna tekmovalka tekom šova je do danes tekmovalka (in posledično zmagovalka) petnajste sezone, Ann Ward.